# Municipio de Chiquimula
Municipio de Chiquimula är en kommun i Guatemala.   Den ligger i departementet Departamento de Chiquimula, i den centrala delen av landet, 100 km öster om huvudstaden Guatemala City.
Följande samhällen finns i Municipio de Chiquimula:
- Chiquimula